# II. Jazdagird szászánida király
II. Jazdagird (? – 456. december 15.) V. Bahrám fia, a Szászánida Birodalom királya 439-456 között. Szerény és igazságos király volt, ám elnyomta a vallási kisebbségeket, főleg a kereszténységet.
Uralkodása elején II. Jazdagird létrehozott egy soknemzetiségű hadsereget, melyben még a szövetséges hinduk is harcoltak. Megtámadta a Bizánci Birodalmat, mely erődítményeket épített perzsa területen, Harránhoz közel, hogy azokból katonai akciókat indítson. A perzsa támadás váratlanul érte a rómaiakat, akik, nem lévén túl sokan, nem nagy ellenállást fejtettek ki. így Jazdagird sok római területet meg tudott szerezni. A bizánci császár, II. Theodosius békét kért, elküldte tárgyalni vezérét Jazdagird táborába. A 441. évben mindkét fél megígérte, hogy nem épít erődítményeket a két birodalom határán. Jazdagird jobb tárgyalási helyzetben volt, a keleti határon történt kidarita támadás miatt azonban nem tudott nagyobb eredményt elérni. A kidariták Parthia tartományt és Khoraszmiát támadták meg. Priszkosz rétor szerint az Újperzsa Birodalom adót fizetett a kidaritáknak, vagyis az avaroknak, egészen II. Jazdagird uralkodásáig, ki megtagadta a sarc fizetését.
Jazdagird a 443. évben Neisápurban gyűjtötte össze seregét, és hosszú hadjáratba kezdett a kidariták ellen. A végső csatára avarok és perzsák között a 449–453. évben került sor. Jazdagird megsemmisítő vereséget szenvedett.
A hadjárat során Jazdagird gyanakodni kezdett a seregében szolgáló keresztényekre, ezért száműzte őket a seregből, de még a közigazgatásból is. Ekkor ismét kezdetét vette a keresztények, s kisebb mértékben a zsidók üldözése. Annak érdekében, hogy a zoroasztrizmust ismét meghonosítsa Armeniában, a 451. évben Vartanantznál legyőzte a keresztény örmények lázadását. Ennek ellenére az örmények többsége keresztény maradt. Uralkodása utolsó éveiben újra szembeszállt a kidaritákkal, majd a 457. évben meghalt.

## Fordítás
- Ez a szócikk részben vagy egészben  az   Imperio Sasánida című spanyol Wikipédia-szócikk fordításán alapul.  Az eredeti cikk szerkesztőit annak laptörténete sorolja fel. Ez a jelzés csupán a megfogalmazás eredetét és a szerzői jogokat jelzi, nem szolgál a cikkben szereplő információk forrásmegjelöléseként.